# Хромающая валюта
Хромающая валюта — переходная форма денежной системы от биметаллизма к монометаллизму, при которой законными платежными средствами являются монеты как из золота, так и из серебра, но свободная чеканка применяется лишь к золоту.. Иногда также рассматривается как вариант монометаллизма.
Биметаллизм предполагает сосуществование золотого и серебряного стандарта в установленном соотношении их стоимости государством. В условиях данной денежной системы частные лица могут свободно отдать на монетный двор слитки золота получив соответствующее количество монет, а золотые и серебряные монеты обмениваются по установленному соотношению.
Рыночные соотношения цен на золото и серебро подвержены колебаниям. При повышении цен на один из благородных металлов срабатывает закон Грешема, согласно которому «худшие деньги вытесняют лучшие». Так при повышении цены на золото, золотые монеты переплавляются, на них покупаются слитки серебра, из которых чеканят серебряные монеты, которые в свою очередь стараются обменять на золотые по установленному государством курсу; обратное будет отмечаться при повышении цены на серебро.
Вследствие данных процессов государство вынуждено фактически отказываться от биметаллизма, запрещая свободную чеканку серебряных монет. Соотношение стоимости двух металлов установлено законом таким образом, что один из них переоценивается. Выбор платежных средств не регламентирован и все они обязательны к приему.
Ряд исторических примеров хромающей валюты рассмотрен в монографии американского экономиста Ирвинга Фишера «Покупательная сила денег».